# Atomizer (álbum)
Atomizer é um álbum de 1986 do grupo americano noise rock Big Black. É o seu álbum de estreia já que todos os seus lançamentos anteriores foram EPs. O LP é acompanhado de encarte que explicam as histórias por trás das canções. O álbum alcançou o número 197 na Billboard Hot 200.
Este álbum está incluído no livro 1001 Albums You Must Hear Before You Die (em português: "1001 Discos Para Ouvir Antes De Morrer").
| Críticas profissionais                                                      | Críticas profissionais |
| Avaliações da crítica                                                       | Avaliações da crítica  |
| Fonte                                                                       | Avaliação              |
| --------------------------------------------------------------------------- | ---------------------- |
| allmusic                                                                    | [ 2 ]                  |
| Esta tabela precisa de ser acompanhada por texto em prosa. Consulte o guia. |                        |

## Faixas
1. "Jordan, Minnesota"
2. "Passing Complexion"
3. "Big Money"
4. "Kerosene"
5. "Bad Houses"
6. "Fists of Love"
7. "Stinking Drunk"
8. "Bazooka Joe"
9. "Strange Things"
10. "Cables" (ao vivo)

## Créditos
- Steve Albini - Guitarra, Vocal, Programação de bateria.
- Iain Burgess - Engenharia de som.
- Santiago Durango - Guitarra.
- Dave Riley - Baixo.
- Roland Emu-Systems Drumulator - Drum machine (creditado como "Roland")